# История Гамбии
Найденные археологические артефакты (каменные топоры и сломанные глиняные изделия) доказывают, что первые люди жили на побережье реки Гамбия около 2000 лет до н. э. Первым известным письменным упоминанием Гамбии являются записи карфагенянина Ганнона, написанные после того, как карфагенские мореплаватели посетили реку Гамбия. В III веке н. э. сеть работорговли включила в себя регион реки Гамбия. Поздние королевства Фони, Комбо, Сине-Салом и Фулладу стали торговыми партнёрами крупных империй Западной Африки в Гамбии. В V—VIII веках большая часть сенегамбийской территории была заселена племенами серахуле, чьи потомки в настоящее время составляют около 9 % населения страны.
После арабского завоевания Северной Африки в начале VIII века на территории Империи Гана распространился ислам. Около 750 года в Вассу на северном побережье реки Гамбия было поставлено большое количество каменных столбов, самый крупный из которых высотой в 2,6 м весит 10 тонн. Камни похожи на отметки захоронений королей и вождей на территории Империи Гана. В XI веке некоторые исламские правители были похоронены на территории страны таким же образом, и часть каменных кругов объявили священными.
Восточная Гамбия была частью большой Западно-Африканской империи, которая процветала тысячелетие, начиная с 300 года. Относительная политическая стабильность обуславливалась разрешением торговли и свободным перемещением людей через регион. Сильные королевства организовались из семей и кланов таких, как волоф, мандинка и фульбе (фулани), организуя большие социальные и политические образования. Малые группы мандинка поселились на территории Гамбии в период XII—XIII веков, а империя Мандинка в Мали доминировала в регионе в XIII—XIV веках.

## Европейцы в Гамбии

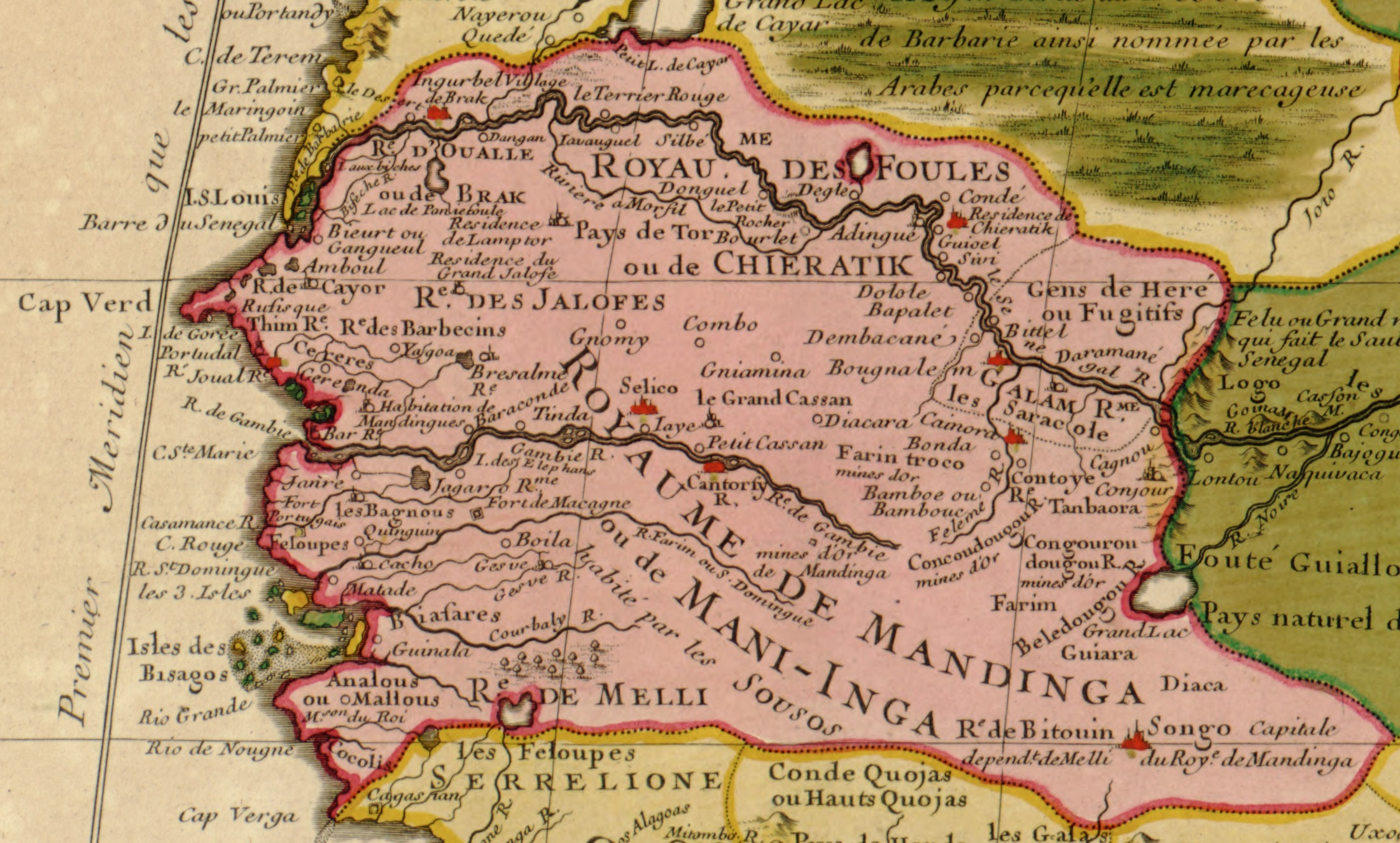
Карта региона (1707)

Первыми европейцами, увидевшими берега Гамбии в 1455 году, были португальские мореплаватели Луиш де Кадамосту и Антониотти Усодимаре. В 1456 году они вернулись и совершили поездку на 32 км вверх по течению реки и проплыли мимо острова, который они назвали островом Святого Андрея в честь погибшего моряка, которого они похоронили на этом острове (в дальнейшем остров переименовали в остров Джеймс). Первые португальские торговцы обнаружили людей племён мандинка и волоф в местах их современного проживания, в дальнейшем были ассимилированы местным населением.
В 1587 году англичане начали вести торговлю в регионе после того, как Приор Крита Антониу продал англичанам эксклюзивное право торговли на реке Гамбия. В 1621 году один из торговцев, Ричард Джобсон, описал жизнь скотоводов-фульбе и их взаимоотношения с мандинка. Между 1651 и 1661 годами часть Гамбии, приобретённая принцем Якобом Кеттлером, находилась под управлением Курляндии. Курляндцы обосновались на острове Святого Андрея, который они использовали в качестве торговой базы до его захвата англичанами в 1661 году.

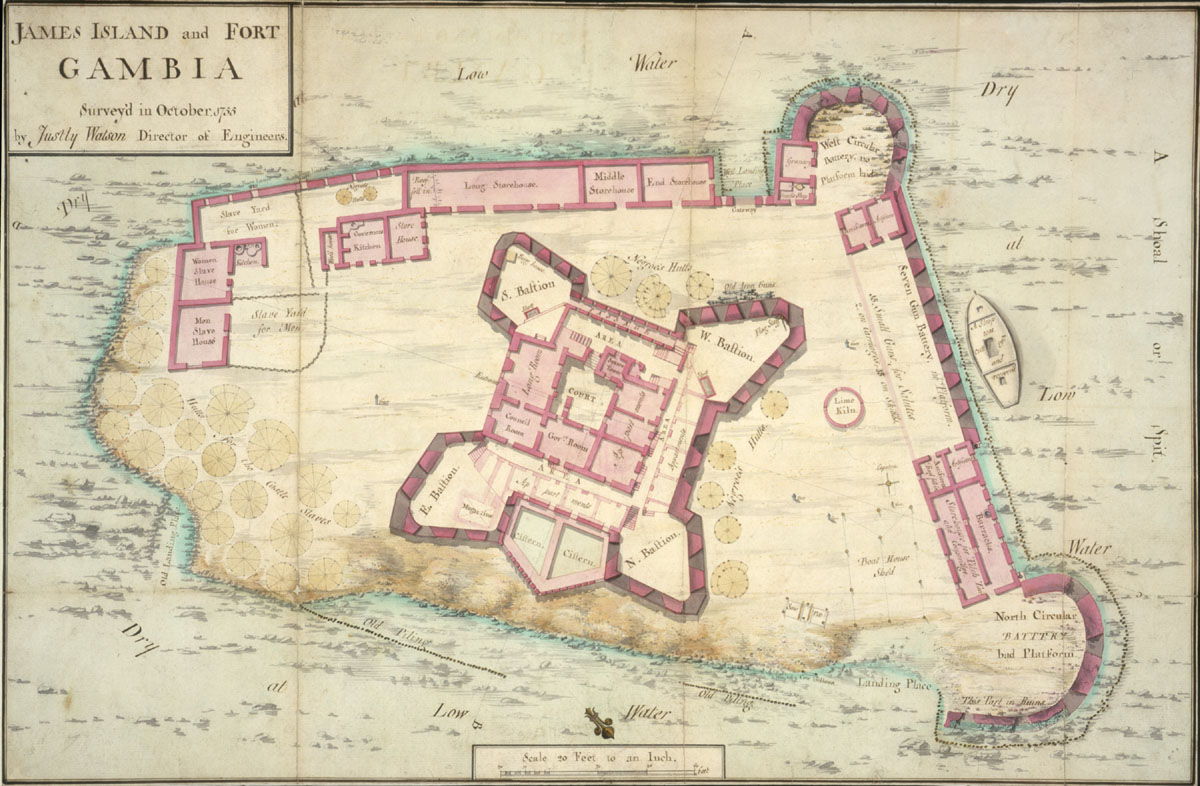
Карта острова Джеймс и форта (октябрь 1733)

В 1678 году Королевская Африканская Компания получила привилегию на торговлю в регионе и основала форт на острове Джеймс. В конце XVII—XVIII веках борьбу за контроль над регионом вели британцы, укрепившиеся примерно в 30 км вверх от устья реки в форте Сент-Джеймс, и французы, создавшие на северном берегу опорный пункт — форт Альбреда. И тех и других интересовали главным образом работорговля и потенциальные месторождения золота. В 1765 году форты и поселения в Гамбии перешли под контроль британской короны, и на протяжении следующих 18 лет Гамбия стала частью британской колонии Сенегамбия с центром в Сент-Луисе. По Версальскому договору 1783 года, Франция отказалась от претензий на территории вдоль реки Гамбия в обмен на часть Сенегала, сохранив только свой аванпост Альбреду, Гамбия перестала быть британской колонией и снова перешла к Королевской Африканской Компании.

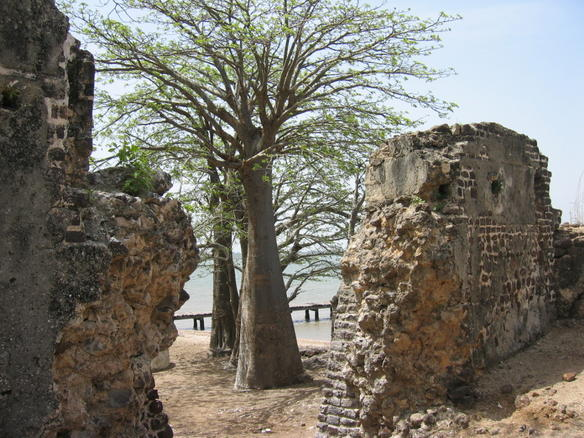
Руины на острове Джеймс

В 1807 году работорговля была запрещена на всей территории Британской империи, но вывоз рабов из Гамбии не прекратился. В апреле 1816 года капитан Александр Грант заключил договор с вождём Комбо на уступку острова Банжул. Он назвал его островом Святой Марии и основал поселение Батерст (переименован в Банжул в 1973 году). Отдалённость Батерста от основных центров работорговли и отсутствие у Великобритании чётко выраженных экономических интересов в этом регионе обусловили достаточно вялый характер британской политики. Поэтому в 1821 году британские поселения в Гамбии были переданы под управление администрации Сьерра-Леоне, которое продолжалось до 1888 года, исключая период 1843-1866 годов, когда Гамбия имела свою собственную администрацию.
В 1826 году британцы угрозой применения военной силы заставили правителя Королевства Ниуми Бурунгаи Сонко уступить участок земли шириной в милю на северном берегу реки, включая мыс Барра. Район стал известен как «уступленная миля» (англ. Ceded Mile). Здесь колонизаторы построили форт Буллен, платя ежемесячно королевству за пользование участком. После этого британские торговцы и чиновники усилили своё влияние в Гамбии. В 1831 году они попытались поселиться на Собачьем острове. Местные племена выступили против прихода европейцев, поэтому губернатор приостановил ежемесячную выплату Ниуми за владение «уступленной милей». В августе 1831 года африканцы силой изгнали поселенцев с мыса Барра, а король Бурункаи запретил своим подданным ездить в Батерст. В ноябре 1831 года британцы вернули себе мыс Барра силой.
К 1829 году были совершены первые торговые сделки по продаже арахиса. В 1851 году он уже составлял 72 % всего объёма экспорта. Препятствиями в росте объёмов торговли и сельского хозяйства были постоянные вооружённые столкновения между язычниками сонинке и мусульманами-марабутами.
Для того, чтобы создать условия для торговли и уменьшить французское влияние в регионе, британцы приобретали у местных вождей небольшие территории, например, «уступленную милю» на северном берегу реки Гамбии в 1826 году и земельный участок на южном берегу в 1840 году. Также с вождями были подписаны договоры, в которых они соглашались на британский протекторат. В 1857 году французы передали британцам Альбреду в рамках обмена колониальными владениями. В 1888 году Гамбия вновь стала отдельной колонией, границы которой были определены соглашением с Францией 1889 года.
После 1888 года колония управлялась губернатором с помощью Исполнительного Совета и Законодательного Совета. В 1902 году остров Святой Марии был провозглашён коронной колонией в то время, как остальная часть страны стала протекторатом.
Во время Второй мировой войны войска Гамбии сражались на стороне войск союзников в Бирме, а Батерст служил в качестве остановки для самолётов ВВС США. Во время перелёта на конференцию в Касабланке и с неё здесь останавливался на ночь президент США Франклин Рузвельт, положив начало визитам американских президентов в страны африканского континента.
После Второй мировой войны в стране начались реформы, которые были направлены на постепенное увеличение представительства коренного населения в органах колониальной власти. В Конституции 1954 года были введены нормы, предоставившие право голоса взрослому населению страны, а также назначение министров-гамбийцев для совместной работы с британскими чиновниками.

## Независимая Гамбия
В 1960 году в протекторате было введено всеобщее право голоса и Законодательный Совет был заменён на Палату представителей (House of Representatives), состоящую из 34 членов. В 1962 году была создана должность премьер-министра и Исполнительный совет включил губернатора в качестве председателя, премьер-министра и 8 других министров. Дауда Джавара, лидер Прогрессивной народной партии (PPP), стал первым премьер-министром. Гамбия получила полное самоуправление 4 октября 1963 года. В феврале 1965 года вступили в силу принятый британским парламентом Акт о независимости Гамбии и Конституция независимой Гамбии, провозгласив страну конституционной монархией в рамках Содружества наций.
После двух референдумов 24 апреля 1970 года Гамбия официально преобразована в республику. Первый референдум 1965 года, на котором проголосовали 65,85 % «за» и 34,15 % «против» введения президентского правления, не смог набрать две трети голосов, что было необходимо для одобрения. Второй референдум в 1970 году, когда 70,45 % жителей Гамбии проголосовали «за» и 29,55 % «против», оказался более успешным. Как итог Гамбия приняла новую конституцию, отменившую монархию. Дауда Джавара, премьер-министр и глава правительства с 1965 года, стал первым первым президентом страны.
В июле-августе 1981 года попытку государственного переворота предприняла Гамбийская социалистическая революционная партия во главе с Кукои Самба Саньянгом. Мятеж подавили сенегальские войска. Погибли от 500 до 800 человек, был причинён большой материальный ущерб экономике.
В феврале 1982 года вступило в силу соглашение с Сенегалом о создании Конфедерации Сенегамбия, при которой Гамбия сохраняла собственное правительство, внешнеполитическую и финансовую самостоятельность. В рамках конфедерации были предусмотрены координация внешнеполитических акций, транспортной политики и объединение вооружённых сил и сил безопасности двух стран. Джавара был избран на новый президентский срок в мае 1982 года, получив 72,4 % голосов избирателей. В марте 1987 года он победил на выборах с 59,2 % голосов (два оппонента). В 1989 году распалась Конфедерация Сенегамбия из-за требований гамбийской стороны об усилении своей роли в деятельности высших органов конфедерации. В последующие годы отношения между Гамбией и Сенегалом оставались напряжёнными. В апреле 1992 года Джавара вновь переизбирается с 59 % голосов (ближайший из четырёх оппонентов — Шериф Мустафа Дибба получил 22 %).
В марте 1992 года Джавара обвинил Ливию в поставке оружия формированию Самбы Самьянга, лидера восстания 1981 года, которые ливийская сторона не признала. Такие же обвинения Джавара сделал в 1988 году по отношении Ливии и Буркина-Фасо. В 1992 году президент объявил амнистию для большинства членов Движения за справедливость в Африке (MOJA), связанным с событиями 1981 года. В апреле 1993 года двое из лидеров MOJA вернулись из ссылки и организовали политическую партию.

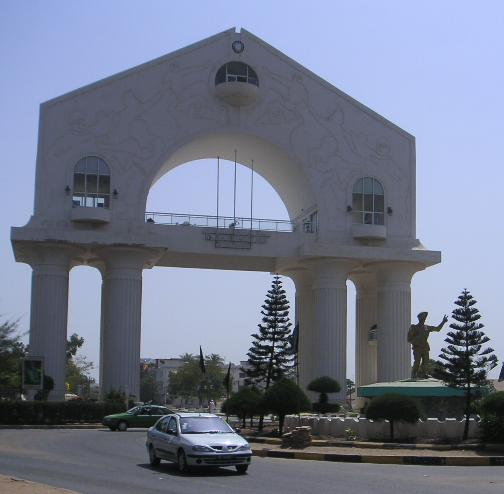
Мемориальная Арка 22 в Банжуле, установленная в честь переворота 1994 года.

22 июля 1994 года Джавара был свергнут в результате бескровного военного переворота, руководимого лейтенантом Яйя Джамме. Президент Джавара получил убежище на американском военном корабле, на котором он находился во время переворота. Хунта младших офицеров и некоторых гражданских лиц приостановила действие конституции, запретила любую политическую деятельность, заключила под домашний арест старших офицеров и действующих министров. Был сформирован Временный Управляющий Совет Вооружённых сил (Armed Forces Provisional Ruling Council), который пообещал восстановить гражданское правление к декабрю 1998 года. Европейский союз и США приостановили поставку помощи стране и настаивали на возвращении гражданского режима. В 1995 году вице-президент Сана Себалли пытался провести ещё один переворот с целью свержения военного режима, но эта попытка не увенчалась успехом. Изолированный от развитых западных стран Яйя Джамме стал налаживать дипломатические отношения с другими маргинальными странами. В 1994 году он установил отношения с Ливией, в 1995 году — с Тайванем, что повлекло разрыв отношений с Китаем. Были также заключены экономические соглашения с Ираном и Кубой. 23 ноября 2010 года Гамбией были расторгнуты дипломатические соглашения с Ираном.
На референдуме 1996 года за новый проект конституции проголосовало около 70 % гамбийских избирателей. Во исполнение положений новой конституции Джамме уволился из вооружённых сил. 26 сентября 1996 года на президентских выборах, к участию в которых была допущена только часть политических партий, Яйя Джамме победил с 55,76 % голосов (Усаину Дарбое — 35,8 %, Амат Ба — 5,8 %). Через два дня после выборов он распустил Временный Управляющий Совет Вооружённых сил, который он создал после обретения власти в 1994 году, и объявил о выборах в парламент в 1997 году, на которых впечатляющую победу одержала партия президента. Содружество наций поставило под сомнение честность и справедливость проведённых в 1996 и 1997 годах выборов.
Первым посещением Джамме развитых стран стал официальный визит во Францию в феврале 1998 года, где были подписаны соглашения о техническом, культурном и научном сотрудничестве. В 1999 году Джамме выступил посредником между повстанцами Касамансе и сенегальским правительством, что увеличило международный авторитет страны и способствовало выдаче стране ряда кредитов Африканского банка развития, ОПЕК и Исламского банка развития.
В октябре 2001 года Джамме был переизбран на должность президента с 52,96 % голосов, а в октябре 2006 года с 67,3 % голосов (Усаину Дарбое — 26,6 %).
Джамме, сам в 1994 году пришедший к власти в результате военного переворота, пережил несколько попыток свергнуть его режим. В организации этих попыток он в некоторых случаях обвинял Великобританию и США.
Так, 30 декабря 2014 года мятежники под командованием подполковника Ламина Саннеха, проникшие в Гамбию из соседнего Сенегала, атаковали президентский дворец. Джамме сбежал из страны и находился, по разным данным, либо во Франции, либо в Дубае. Но, поскольку мятежникам не удалось установить контроль над занятыми объектами, переворот провалился, и на следующий день Джамме вернулся в Гамбию.
Очередные президентские выборы в Гамбии прошли 1 декабря 2016 года. 51-летний соперник действующего президента Адама Бэрроу набрал 45,5 процента голосов, а действующий глава государства — 36,7 %. Однако 10 декабря Яйя Джамме не признал результаты выборов: «После тщательного расследования я решил, что отклоняю результаты недавних выборов. Я огорчён серьёзными и неприемлемыми нарушениями, о которых сообщалось в ходе электорального процесса». В январе 2017, за сутки до истечения своих полномочий, он объявил в стране на 90 дней режим чрезвычайного положения. Джамме заявил, что это необходимо для того, чтобы не допустить вакуума власти, пока суд рассматривает его заявление относительно итогов выборов.
Адама Бэрроу был приведён к присяге в качестве президента Гамбии в посольстве Гамбии в Дакаре 19 января 2017 года. Несколько часов спустя войска Сенегала и Нигерии вторглись на территорию Гамбии, но позже контингент ЭКОВАС приостановил военную операцию, чтобы дать Джамме шанс на мирную передачу власти избранному президенту Адаме Барроу.
21 января в заявлении, показанном по местному телевидению, Джамме сказал, что в Гамбии не должно быть пролито ни капли крови. Затем улетел в Конакри (Гвинея), прихватив с собой 11,4 млн долларов, оставив казну Гамбии пустой. В итоге убежище бывшему президенту предоставила Экваториальная Гвинея.
20 декабря 2022 года произошла новая попытка переворота во главе с капралом Санна Фадера. Это было сразу осуждено не только ЭКОВАС, но и основной оппозиционной Объединённой демократической партией.